# Ismaël Ravina
Ismaël Ravina (ur. 1997) – maurytyjski zapaśnik walczący w stylu wolnym. Złoty medalista igrzysk Wysp Oceanu Indyjskiego w 2023 roku.